# Deborah Nemtanu
Pour les articles homonymes, voir Nemtanu.
Deborah Nemtanu, née en 1983 à Bordeaux, est une violoniste franco-roumaine.

## Biographie
Elle a commencé, comme sa sœur Sarah, l'étude du violon avec son père, Vladimir Nemtanu, alors violoniste soliste de l'Orchestre national Bordeaux Aquitaine. Formée au Conservatoire à rayonnement régional de Bordeaux, elle a ensuite étudié au Conservatoire national supérieur de musique de Paris avec Gérard Poulet. En 2005, elle est nommée violon solo super soliste de l’Orchestre de chambre de Paris.